# Садиба Асмолова з дендропарком

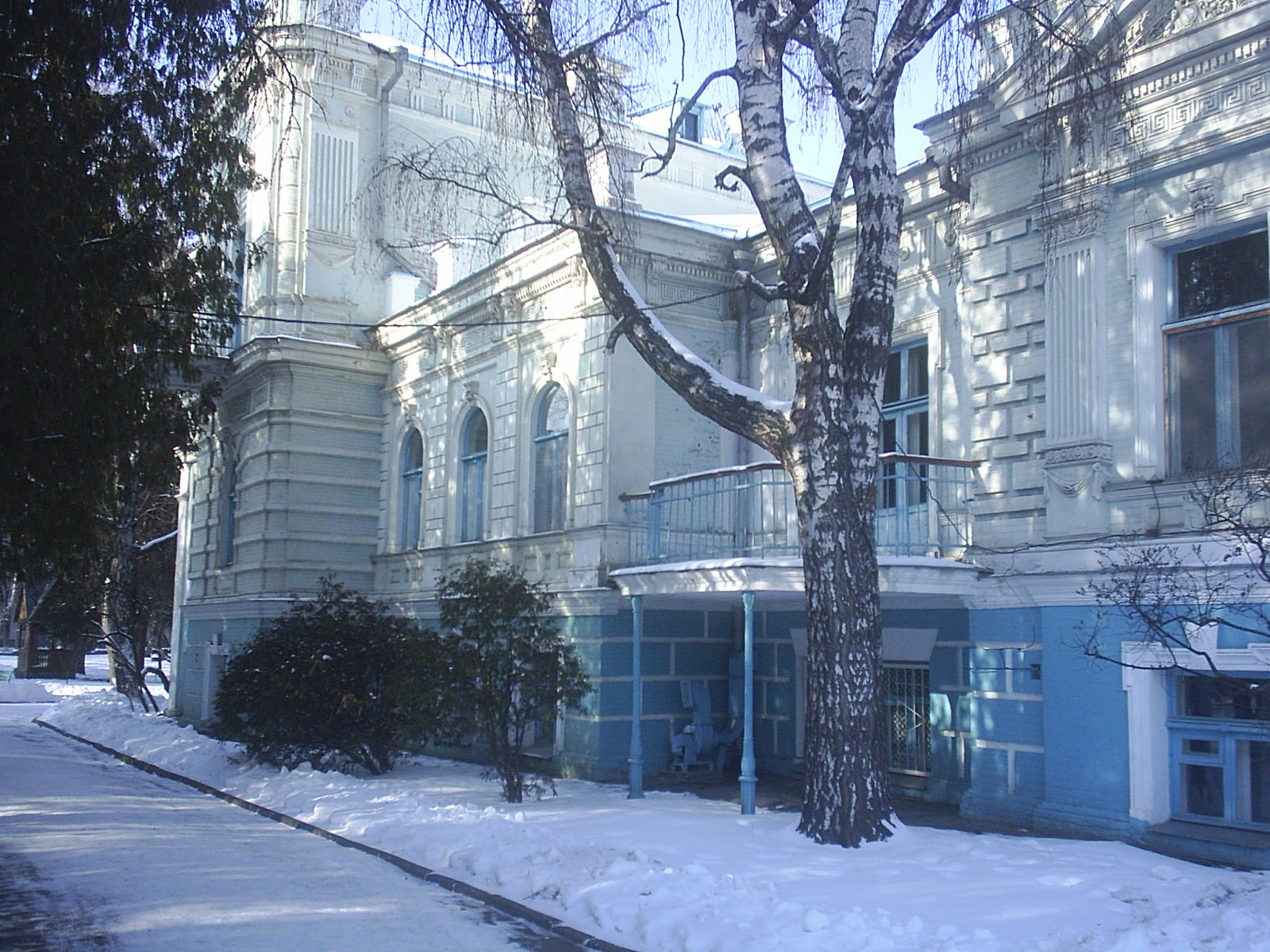
Садиба Асмолова з дендропарком

Садиба Асмолова з дендропарком  — пам'ятка садово-паркового мистецтва національного значення, розташована в м. Суми, за адресою: площа Троїцька, 14.

## Історія садиби
Садиба належала підприємцю та керуючому у цукрозаводчика Харитоненка — Асмолову Івану Олександровичу. Він придбав тут ділянку землі для будівництва своєї резиденції. Споруда зведена у другій половині XIX ст. Тоді на вулиці Троїцькій стали з'являтися будинки заможних городян, серед них був двоповерховий особняк Івана Асмолова. Головний фасад будинку декоровано в неоренесансному стилі. В інтер'єрі збереглося кілька кімнат з автентичною ліпною розписною стелею та кахельними печами.
Незабаром після революції тут розташовувався притулок для сиріт. У 1922—1923 рр. в садибному будинку розміщувалась «Нова школа» Віри Бірченко, пізніше — санаторно-лікувальні та медичні заклади. У роки Другої світової війни у садибі був німецький військовий шпиталь. У 1943 р новим господарем парку стало обласне лікувально-санаторне управління «ЛСУ», яке перейменоване в 1991 р. у Сумський обласний спеціалізований диспансер радіаційного захисту населення. Тераса та сходи вілли були знесені у 1982 році.

## Дендропарк
Навколо садиби на замовлення Івана Асмолова в кінці 19 на початку 20 століття був закладений парк в ландшафтному стилі на площі 5 га. Починався недалеко за Троїцьким собором та йшов вздовж Троїцької вулиці майже до самої Червонозоряної вулиці. На території саду була невеличка водойма та багато рідкісних дерев. Перекази свідчать, що раніше були штучні водойоми, в яких плавали екзотичні риби, білі і чорні лебеді. У садибі Івана Асмолова процвітало садівництво. Селекціонерові і мандрівникові І. Асмолову зі всього світу привозили екзотичні рослини, які добре уживалися з місцевими. У парку було багато клумб і пішохідних доріжок.
Під час Жовтневої революції парк був частково вирубаний, пішохідні доріжки, водойми, галявини, клумби та альпійські гірки були занедбані. На початку 70-х керівництво ЛСУ вирішило оновити парк. До реконструкції в парку налічувалося близько 80 видів чагарників, дерев і ліан. Наразі біля входу в парк ростуть могутні чотири вікові дуби звичайної пірамідальної форми, а перед «блакитним» корпусом три ялини. Всього в парку росте близько 100 рідкісних порід листяних і хвойних дерев і близько 30 сортів бузку.